# Batsajchany Nemechbajar
Batsajchany Nemechbajar (ur. 23 marca 1988) – mongolski zapaśnik w stylu wolnym. Brązowy medalista mistrzostw Azji w 2011. Szósty w Pucharze Świata w 2015. Zajął piętnaste miejsce na Uniwersjadzie w 2013
 roku.